# Silistra
Silistra sau Dârstor (română Dârstor, bulgară Силистра Silistra, latină Durostorum, turcă Silistre) este un oraș port la Dunăre, în nord-estul Bulgariei. Este centrul administrativ al Regiunii Silistra și unul din cele mai importante orașe din regiunea istorică Dobrogea și din Cadrilater.
Orașul a aparținut Țării Românești în timpul lui Mircea cel Bătrân, probabil și al lui Vlad Țepeș pentru scurtă vreme, a fost anexat de  România după al Doilea Război Balcanic. A fost parte componentă a României din 1913, până în 1940, când a fost returnat Bulgariei în urma Tratatului de la Craiova, tratat impus de Puterile Axei.
Dârstor reprezintă,  de asemenea, originea denumirii cartierului bucureștean Dristor, acesta aflandu-se pe ruta către Dobrogea de Sud și implicit cetatea Dârstorului în momentul creării sale.

## Istoric
Romanii construiesc o cetate în anul 29 d.Hr. pe locul unei așezări tracice mai vechi ce și-a păstrat numele de Durostorum sau Dorostorum. Primii sfinți canonizați pe teritoriul actual al Bulgariei sunt soldați romani executați la Durostorum în timpul persecuției lui Dioclețian (303-313), precum Dasie din Durostor și Iuliu Veteranul. Cetatea Durostor devine un important centru militar din Moesia, iar apoi se dezvoltă în timpul împăratului Marc Aureliu (161-180). În anul 388, Durostorul devine reședință episcopală creștină, reprezentând un centru religios creștin al regiunii. Generalul roman Flavius Aetius se naște aici în anul 396. După ce Imperiul Roman se scindează în Imperiul Roman de Răsărit și Imperiul Roman de Apus, orașul (cunoscut sub numele de Δορόστολον, adică Dorostolon în greaca bizantină) devine parte a Imperiului Bizantin. Ca localitate a Țaratului Bulgar, Durostolon este cunoscut pentru bulgarii din perioada medievală sub numele de Drăstăr.

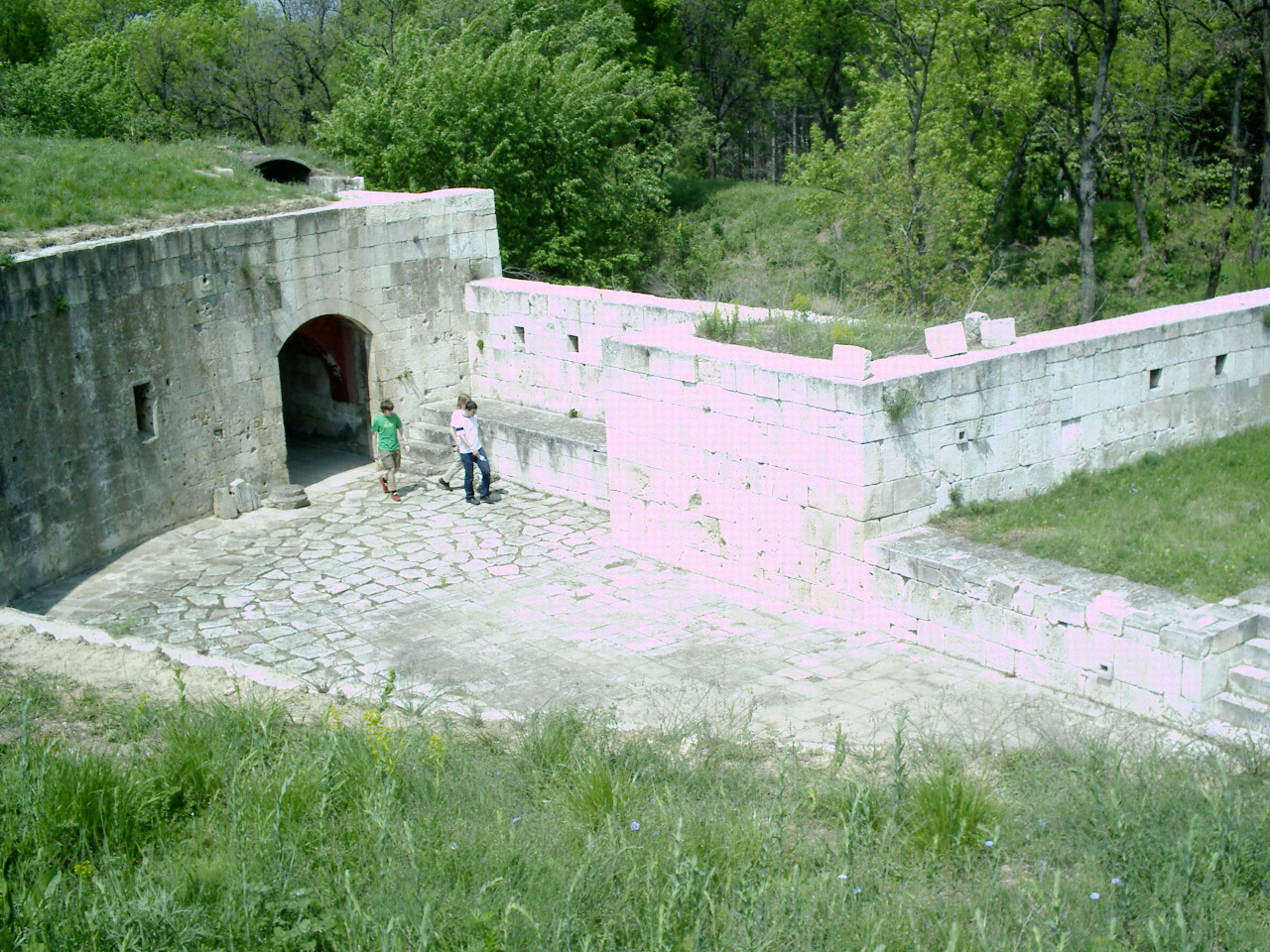

Spre sfârșitul secolului al VII-lea orașul este încorporat în Primul Imperiu Bulgar, iar episcopul de Drăstăr (Дръстър în limba bulgară) este proclamat primul patriarh al Bulgariei. În anul 895, în timpul războiului bulgaro-maghiar (894-896), ungurii, care luptau în calitate de aliați ai Bizanțului, asediază cetatea orașului Drăstăr, apărată de armata bulgară sub comanda lui Simeon I cel Mare, însă atacurile sunt respinse. În anul următor ungurii suferă o înfrângere decisivă în bătălia de la Bugul de Sud.
Împreună cu toată Dobrogea, localitatea este cucerită de varegii lui Sveinald numit si Sviatoslav I al Kievului în 969. 
După doar doi ani, în care orașul aparținu lui Sveinald, acesta este asediat de Ioan Tzimiskes asediat de către bizantini, care il obliga pe Sveinald să plece in țara lui. Romanii redenumesc cetatea Theodoropolis, după sfântul militar Teodor Stratilat, despre care se spune că a venit în ajutorul împăratului Ioan Țimiskes în timpul luptei. În anul 976, Samuil, țarul Bulgariei, recucerește Dobrogea pentru cinci ani, când regiunea trece din nou sub stăpânirea bizantină. În 1186, după Revolta lui Asan și Petru, orașul devine parte integrantă în al Doilea Imperiu Bulgar.
În 1279, Drăstărul este atacat de Mongolo-Tătari. Țarul bulgar Ivailă și trupele sale, asediați în cetate, reușesc după trei luni să respingă atacul. Orașul trece sub stăpânirea despotatului Dobrogean creat de Balică în 1347, până în 1386 când Mircea cel Bătrân îl ia în componența Țării Românești. În 1412 Drăstărul trece, pentru mai multe veacuri, în stăpânirea Turcilor otomani, care o denumesc Silistre în limba turcă otomană. Cetatea și orașul fac parte din Eyaletul Rumelia, fiind centrul administrativ al sangeacului Silistra. Ulterior, spre sfârșitul secolului al XVI-lea, acest sangeac este transformat în Eyaletul Silistra, numit și Özi, care cuprindea Dobrogea, Bugeacul și Edisanul, teritoriu din litoralul vestic al Mării Negre corespunzând, bisericește, cu Mitropolia Silistrei la sud de Dunăre, și cu Mitropolia ortodoxă a Proilaviei, având sediul la Brăila, la vest și nord de Dunăre.
În perioada 1819-1826, Haham Eliezer Papo (1785-1828) este rabinul comunității evreiești din Silistra. Mormântul său din Silistra a devenit un loc de pelerinaj, aici venind evrei evlavioși, mulți din Israel, iar unii chiar din America Latină.
Orașul este cucerit de ruși de mai multe ori în timpul războaielor ruso-turce și este asediat de aceștia între 14 aprilie și 23 iunie 1854, în timpul Războiului Crimeii. Ulterior, Namik Kemal scrie faimoasa sa piesă de teatru intitulată Vatan Yahut Silistre (Patria sau Silistra), o operă dramatică a cărei acțiune se desfășoară în timpul asediului Silistrei, autorul expunându-și propriile idei de patriotism și liberalism. Piesa este pusă în scenă pentru prima dată la 1 aprilie 1873, având ca urmare exilarea lui Namik Kemal în orașul Famagusta din Cipru.
Provincia otomană Silistra este redusă în dimensiune, deoarece Bugeacul și Edisanul sunt cedate Imperiului Rus respectiv la sfârșitul secolului al XVIII-lea și începutul secolului al XIX-lea. De asemenea, Provincia Edirne fusese desprinsă de Silistra încă din 1830. În cele din urmă, Provincia Silistra fuzionează cu provinciile administrate de orașele Vidin (astăzi în Bulgaria) și Niș (astăzi în Serbia) în 1864, formându-se Eyaletul Tonului (Dunării, în turcește). Tot în 1864, Silistra este retrogradată la statutul de simplu oraș (kaza) în sangiacul Rusciuk al provinciei nou înființate.
În urma Războiului Ruso-Turc din 1877-1878, Silistra intră sub stăpânirea Bulgariei, fiind un oraș frontalier cu România.
Între iunie și august 1913 are loc cel de-al Doilea Război Balcanic, conflict care se sfârșește cu înfrângerea Bulgariei. Pe 10 august 1913 este semnat Tratatul de la București, iar Silistra, împreună cu restul Dobrogei de Sud (cunoscută și sub denumirea de Cadrilater) sunt anexate de Regatul României. Alături de numele original, localitatea primește și denumirea de Dârstor, dată de români.
Între 1916-1918, în timpul Primului Război Mondial, orașul este ocupat de armata bulgară (sprijinită de forțe militare germane). După terminarea conflictului și în urma tratatelor de la București (1918) și de la Neuilly sur Seine (1919), Cadrilaterul, inclusiv Silitra, rămâne în Regatul României.
În perioada interbelică, Silistra reprezintă reședința județului Durostor, unul dintre cele 71 de județe ale României Mari. Silistra are statutul de comună urbană (oraș), împreună cu alte două localități de pe teritoriul județului Durostor: Turtucaia și Ostrov, a doua situată în apropiere de Silistra, iar în prezent făcând parte din județul Constanța. La recensământul din 1930, Silistra avea o populație totală de 17.339 de locuitori, dintre care 3.794 români, 5.418 turci, 5.984 bulgari, alături de alte minorități. Între 1938-1940, localitatea face parte din Ținutul Mării, unul dintre cele zece ținuturi ale Regatului României, înființate în timpul lui Carol al II-lea.
Silistra este oraș românesc timp de aproape trei decenii, până în anul 1940, când, în urma Tratatului de la Craiova din 7 septembrie, este restituită Bulgariei (împreună cu restul Cadrilaterului) ca urmare indirectă a presiunilor politice germane asupra guvernului român.
În a doua jumătate a secolului al XX-lea, Silistra devine un centru industrial și agricol al zonei de nord-est a Bulgariei, rivalizând cu Ruse (datorită poziției strategice la Dunăre) și cu Dobrici (datorită terenurilor agricole fertile). Acest fapt conduce la creșterea populației orașului până în anul 1985. După acest moment, până în februarie 1989, populația suferă o ușoară scădere. După căderea regimului comunist din Bulgaria, mulți locuitori ai Silistrei migrează către ale zone ale țării sau în afara acesteia.
În prezent, Silistra este reședința regiunii omonime, unitate administrativă de ordinul întâi din Bulgaria, formată din șapte comune. De asemenea, este reședința comunei Silistra, ce include orașul propriu-zis și 18 sate.

## Demografie
Componența etnică a orașului Silistra
     Turci (9,71%)
     Bulgari (83,34%)
     Nicio identificare (6,06%)
     Altele (1,38%)
La recensământul din 2011, populația orașului Silistra era de 35.607 locuitori. Din punct de vedere etnic, majoritatea locuitorilor (83,34%) erau bulgari, cu o minoritate de turci (9,71%). Pentru 6,06% din locuitori nu este cunoscută apartenența etnică : este posibil să fie vorba de români, evrei sau romi care au preferat să nu se declare ca atare (aceste etnii apăreau în recensămintele antebelice).

### Recensământul românesc din 1930
Componența etnică a orașului Silistra (1930)
     Români (21,88%)
     Bulgari (34,51%)
     Turci (31,24%)
     Armeni (3,01%)
     Evrei (2%)
     Tătari (1,07%)
     Romi (3,14%)
     Altă etnie (3,15%)
Componența confesională a orașului Silistra (1930)
     Ortodocși (59,05%)
     Musulmani (35,33%)
     Mozaici (1,99%)
     Armeano-gregorieni (2,2%)
     Altă religie (1,43%)
Conform recensământului efectuat în 1930, populația orașului Silistra se ridica la 17.339 locuitori. Majoritatea locuitorilor erau bulgari (34,51%), cu o minoritate de români (21,88%), una de turci (31,24%), una de armeni (3,01%), una de evrei (2,0%), una de tătari (1,07%) și una de romi (3,14%). Alte persoane s-au declarat: maghiari (136 de persoane), germani (24 de persoane), ruși (152 de persoane), greci (148 de persoane), găgăuzi (4 persoane), sârbi/croați/sloveni (18 persoane), ucraineni (16 persoane), cehi/slovaci (6 persoane), albanezi (10 persoane), polonezi (1 persoană), altă etnie (23 de persoane), iar 4 persoane nu au declarat etnia. Din punct de vedere confesional, majoritatea locuitorilor erau ortodocși (59,05%), dar existau și musulmani (35,33%), armeano-gregorieni (2,20%) și mozaici (1,99%). Alte persoane au declarat: evanghelici/luterani (10 persoane), greco-catolici (27 de persoane), romano-catolici (69 de persoane), baptiști (3 persoane), adventiști (1 persoană), reformați (79 de persoane), unitarieni (7 persoane), altă religie (1 persoană), fără religie (8 persoane), iar 4 persoane nu au declarat religia.

## Personalități
- Petre Borilă (1906-1973), politician comunist român
- Esdra Alhasid (1912-2005), traducător român
- Aurel Ștefănescu (1937-2011), actor român

## Galerie foto

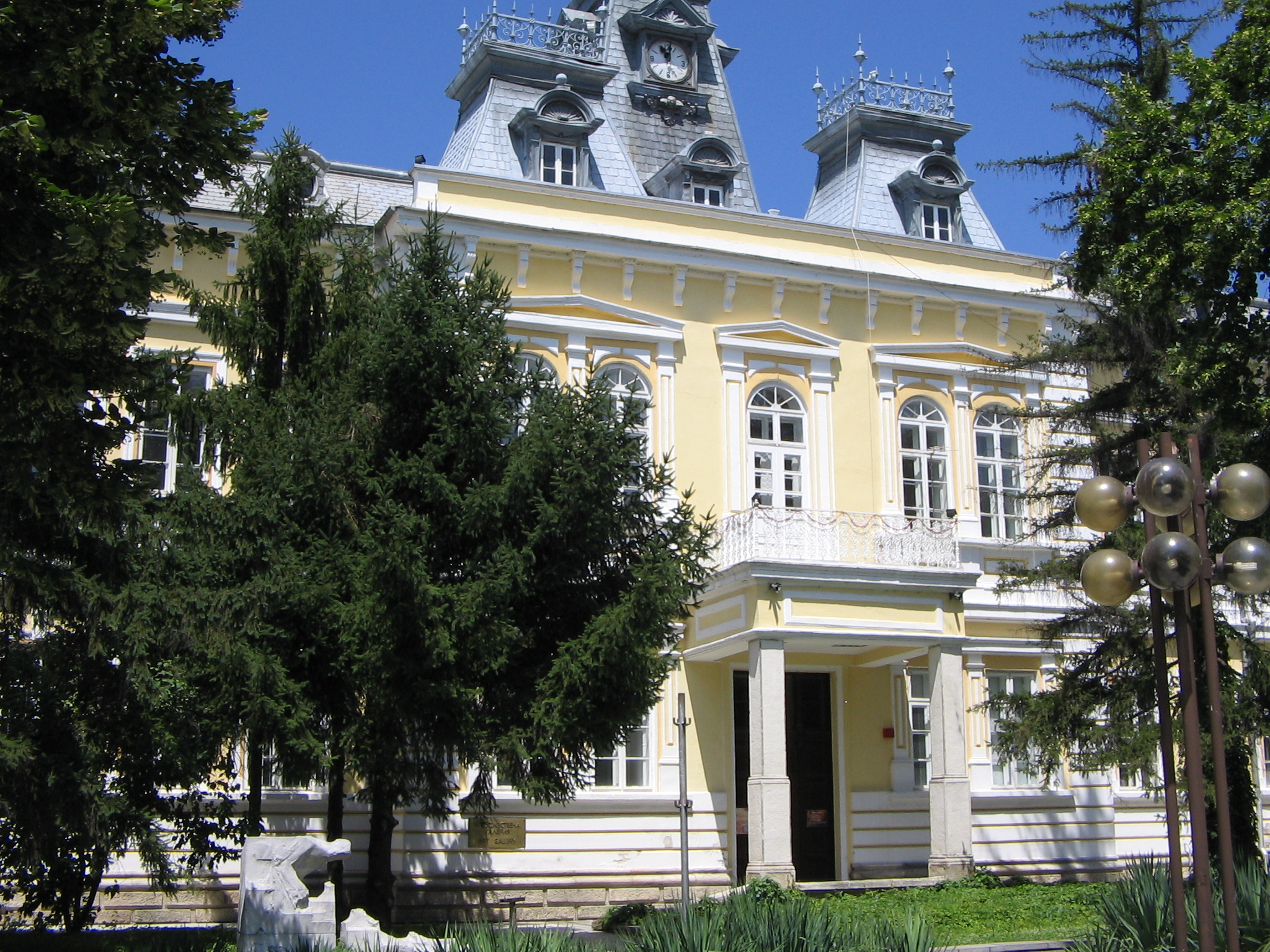
Galeria de arte
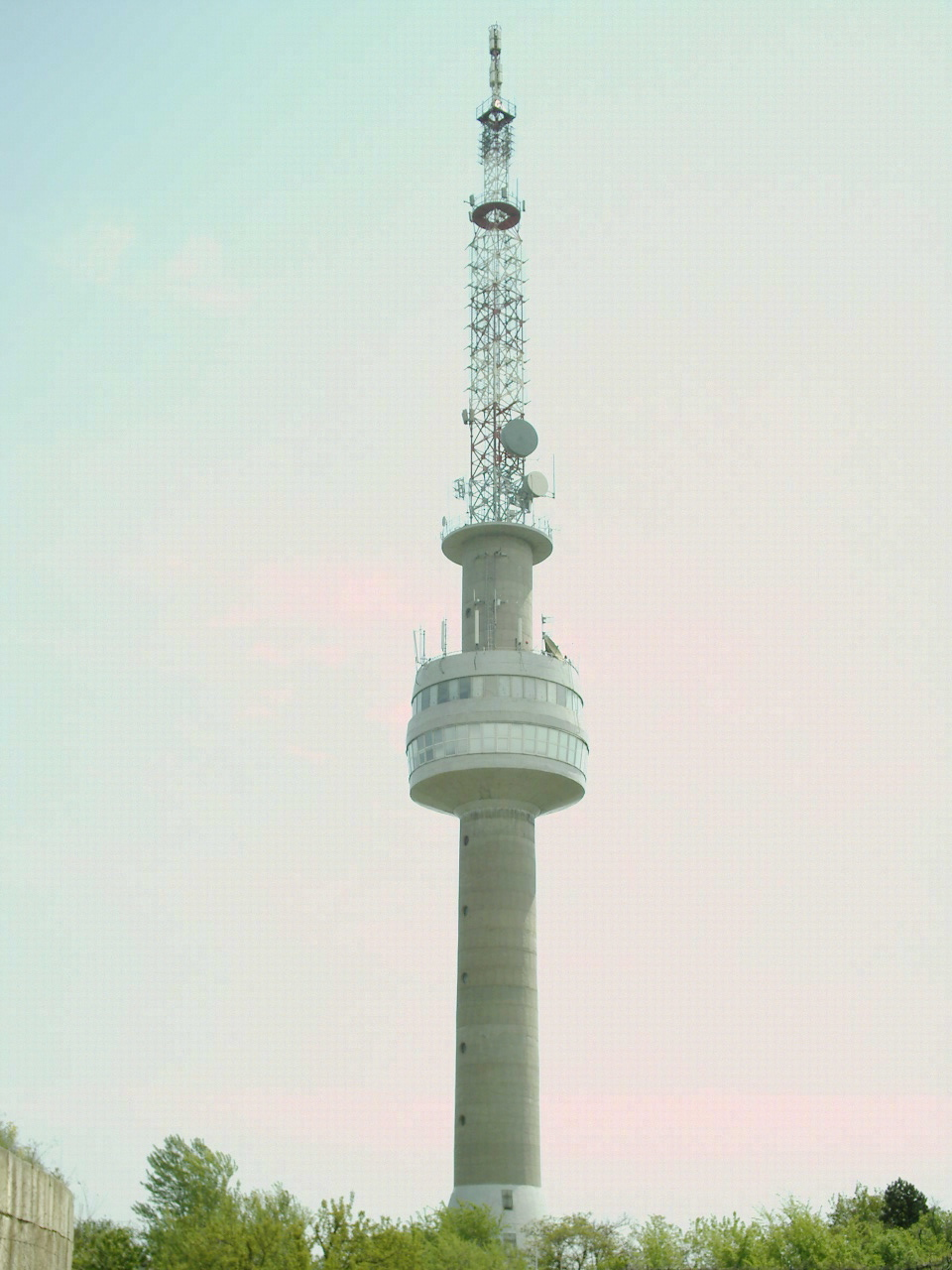
TV Turn
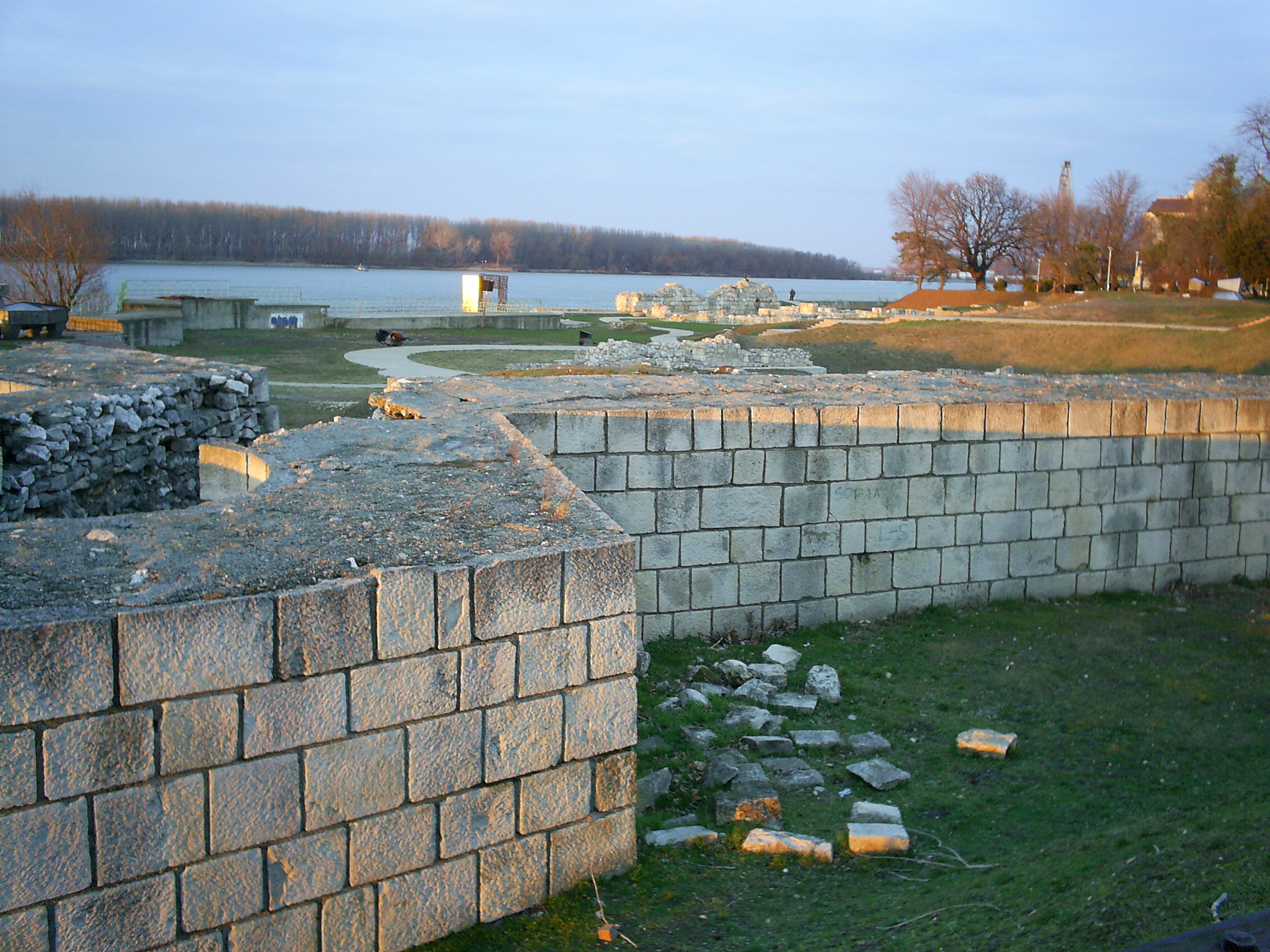
Cetate
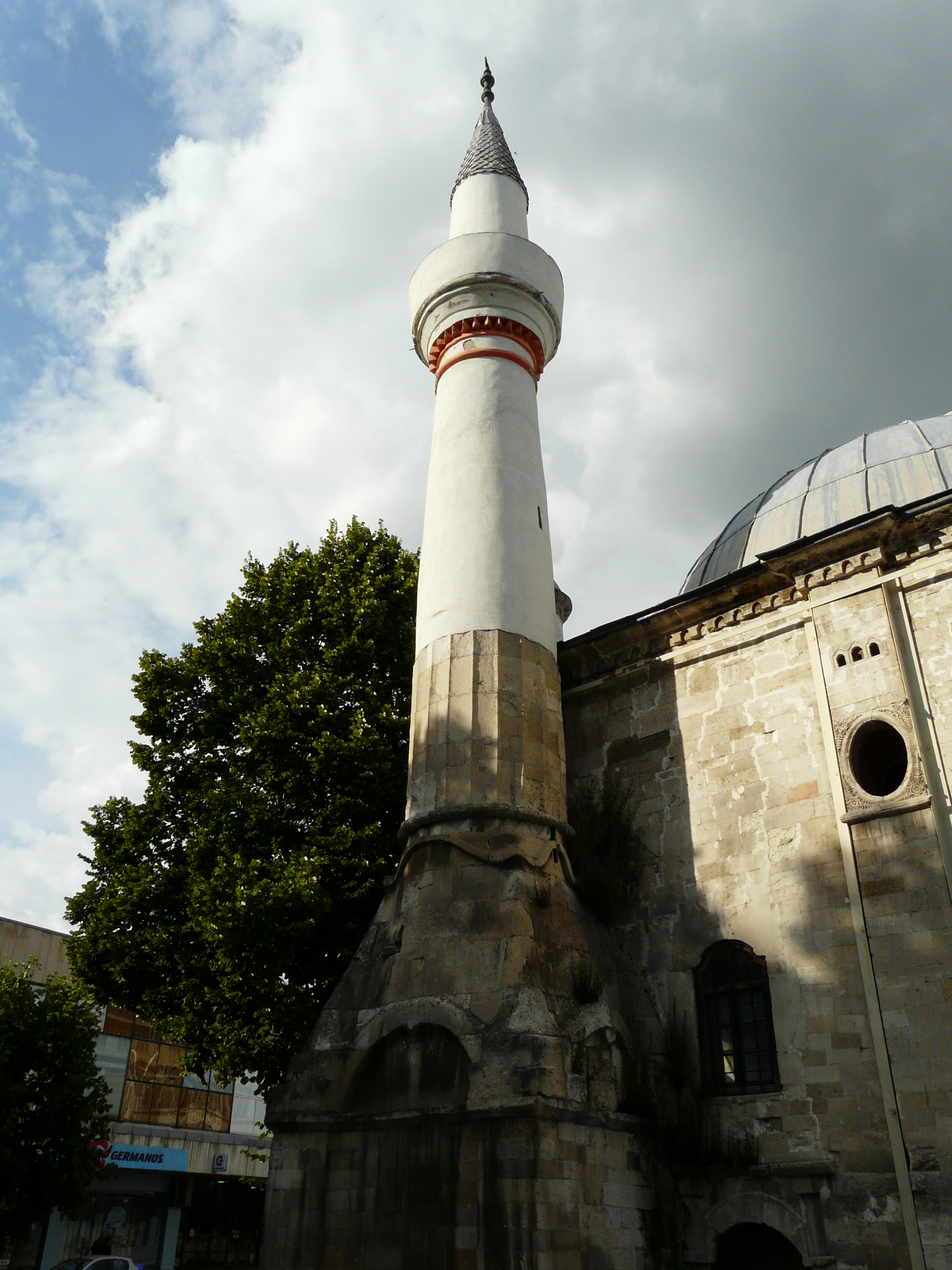
Moschee
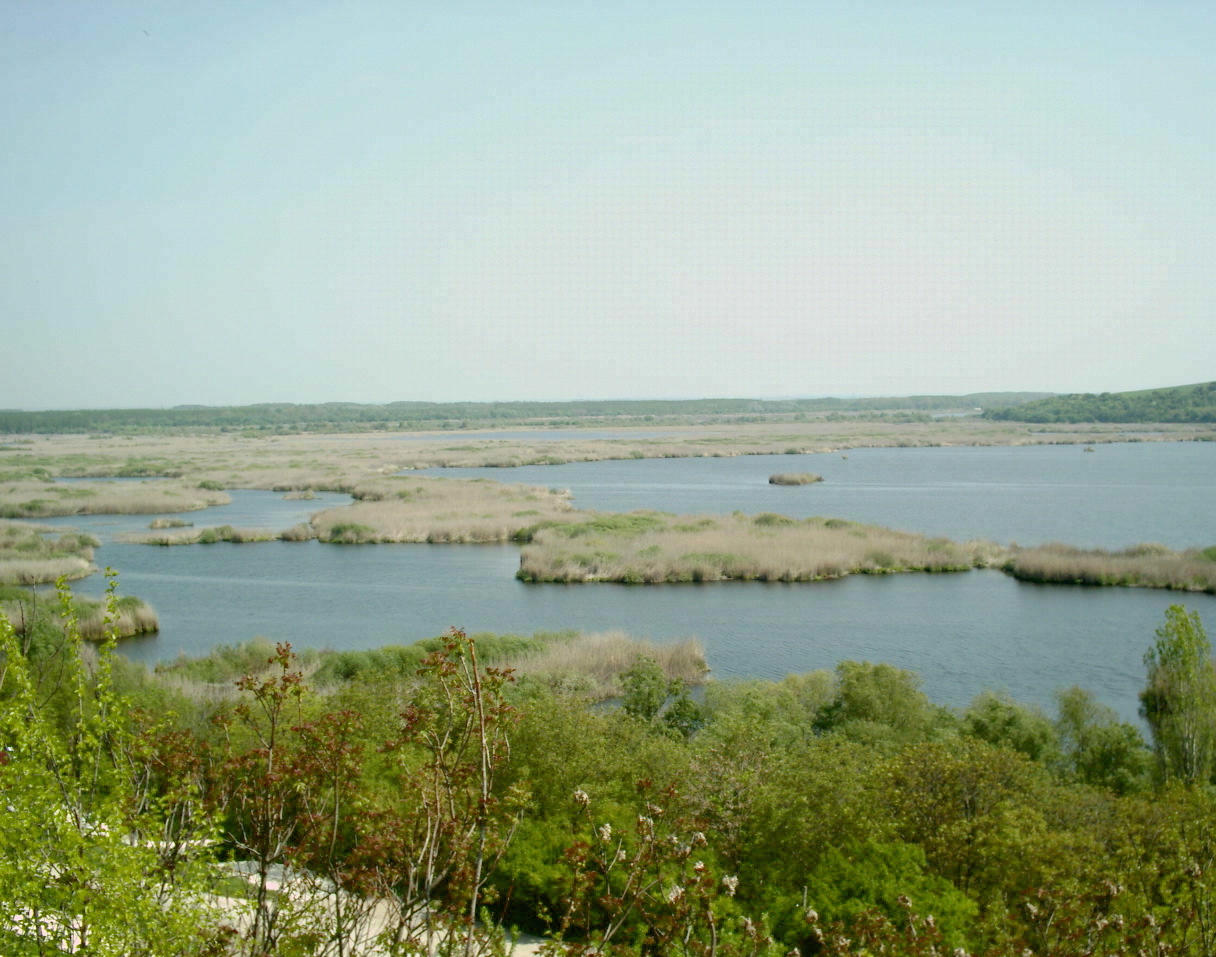
Reserva Natural de Srébarna